# John Brown & Company
Pour les articles homonymes, voir John Brown (homonymie) et Brown.
John Brown and Company de Clydebank, West Dunbartonshire, en Écosse, était une grande entreprise de construction navale britannique.

## Histoire

### XIXesiècle
L’entreprise de construction navale John Brown & Company fut fondée sous le nom de J&G Thomson en 1847 à Glasgow par les frères James et George Thomson, avec l'aide de l’ingénieur Robert Napier.
En 1851, la compagnie inaugure le chantier naval à Cessnock, et lance son premier navire, le Jackal en 1852. Elle se fait rapidement une réputation dans le milieu de la construction de navires touristiques, en réussissant techniquement le navire Jura pour la compagnie maritime Cunard en 1854.
Le développement de l'entreprise et le manque de place l’oblige à s’installer à Barns, (plus tard rebaptisé Clydebank) près du village de Dalmuir en 1871. L'emplacement privilégié situé au confluent de la Clyde, avec l'affluent Cart à Newshot Island, facilite le lancement de très gros navires.
Malgré ses références et sa technologie, elle subit de graves difficultés financières, mais l'entreprise développera une réputation fondée sur la qualité de l'ingénierie et l'innovation.

### XXesiècle
Au début des années 1900, la société, innovatrice dans la technologie maritime, fonde la Brown Curtis avec une société américaine International Marine Curtis Turbine Company. La performance de ces turbines impressionne la Royal Navy qui, en conséquence, va en commander pour un grand nombre de ses navires de guerre.
En 1899, le chantier est repris par John Brown & Co, aciérie de Sheffield, et ainsi devient l'un des plus grands chantiers navals au monde pour l'époque. Beaucoup de navires de guerre et de paquebots seront construits dans ce chantier.
L'après-guerre verra une réduction importante de constructions de navires de guerre, compensée par un boom de navires marchands. Vers la fin des années 1950, l’entreprise verra une recrudescence des commandes de la part des pays européens, de Corée et du Japon.
L'entreprise adoptera une stratégie de gestion des commandes par appel d'offres, en conservant une série de seuils de rentabilité par contrat. Les nouveaux chantiers deviennent plus productifs, en mettant fin aux méthodes non rentables et non compétitives et en utilisant de nouvelles méthodes de travail, notamment pour la construction de l'Oceanic II destiné aux croisières de la ligne Cunard.
La société subira malgré tout des pertes importantes et au milieu des années 1960, John Brown & Co potentiellement rentable sera obligée de fermer ses portes avec une forte concurrence.
La cour du tribunal de commerce, à la suite de la fermeture du chantier, décidera de fusionner la John Brown & Co avec l’Upper Clyde Shipbuilders, qui malheureusement s'effondrera après de multiples controverses en 1971. Le dernier navire construit sera le gros transporteur de céréales Alisa, achevé en 1972.
La société de Clydebank continue à fonctionner jusqu’en 2001, pour des constructions de plates-formes pétrolières de la mer du Nord. John Brown Engineering, division de la compagnie, acquise par Trafalgar House (Kværner) en 1986 sera scindée ensuite en Kværner - Yukos - John Brown Hydrocarbures et Davy Process Technology.
Hydrocarbures John Brown a été par la suite vendue à la Chicago Bridge & Iron Société en 2003, et sera rebaptisée CB & I John Brown, et plus tard, CB & I UK Limited.

### XXIesiècle
Un projet de plan d’urbanisation des vestiges de la grande entreprise John Brown & Company, fut mis en œuvre entre le conseil West Dunbartonshire (Council) et l'entreprise actuelle. Le projet est basé sur la restructuration du port de Clydebank, la conservation de la grue Titan classée monument historique, conçue par l’ingénieur William Arrol, la construction d'un nouveau campus pour université, des bureaux modernes et une zone industrielle.
La ville de Clydebank espérait conserver sur place le Queen Elizabeth 2, étant le lieu de construction du navire, mais celui-ci a été vendu le 18 juin 2007 par Cunard Line à Dubaï comme hôtel flottant.

## Navires construits

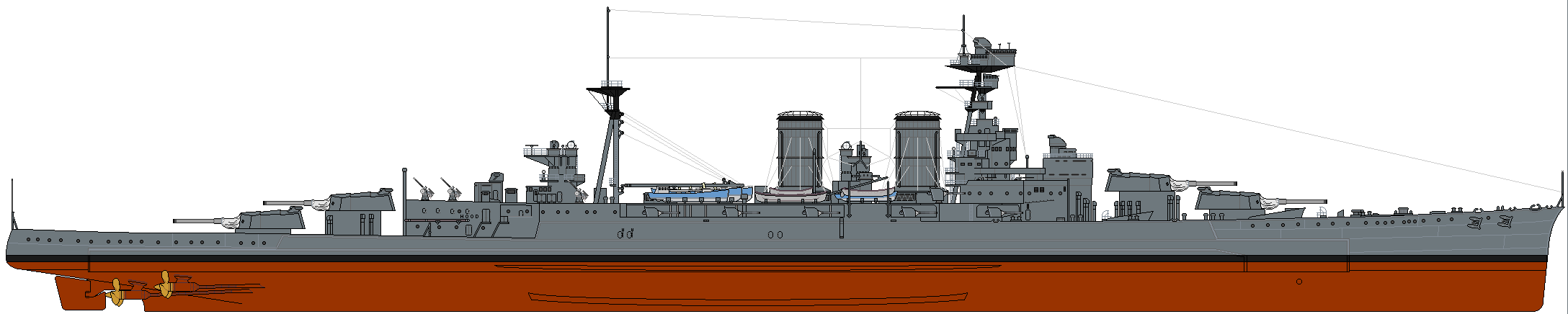

### Civils
- RMS Lusitania - Exploitation par la Cunard Line (torpillé en 1915)
- RMS Aquitania - Exploitation par la Cunard Line
- RMS Queen Mary - Exploitation par la Cunard Line
- RMS Queen Elizabeth - Cunard Line
- RMS Queen Elizabeth 2 - Cunard Line

### Navires de guerre
- HMS Hood - croiseur
- HMS Tiger - croiseur
- HMS Repulse - croiseur
- HMS Barham - cuirassé
- HMS Duke of York - cuirassé
- HMS Vanguard
- HMS Indefatigable - porte-avions
- Gangut (1908) - cuirassé

### Bateaux mémorables

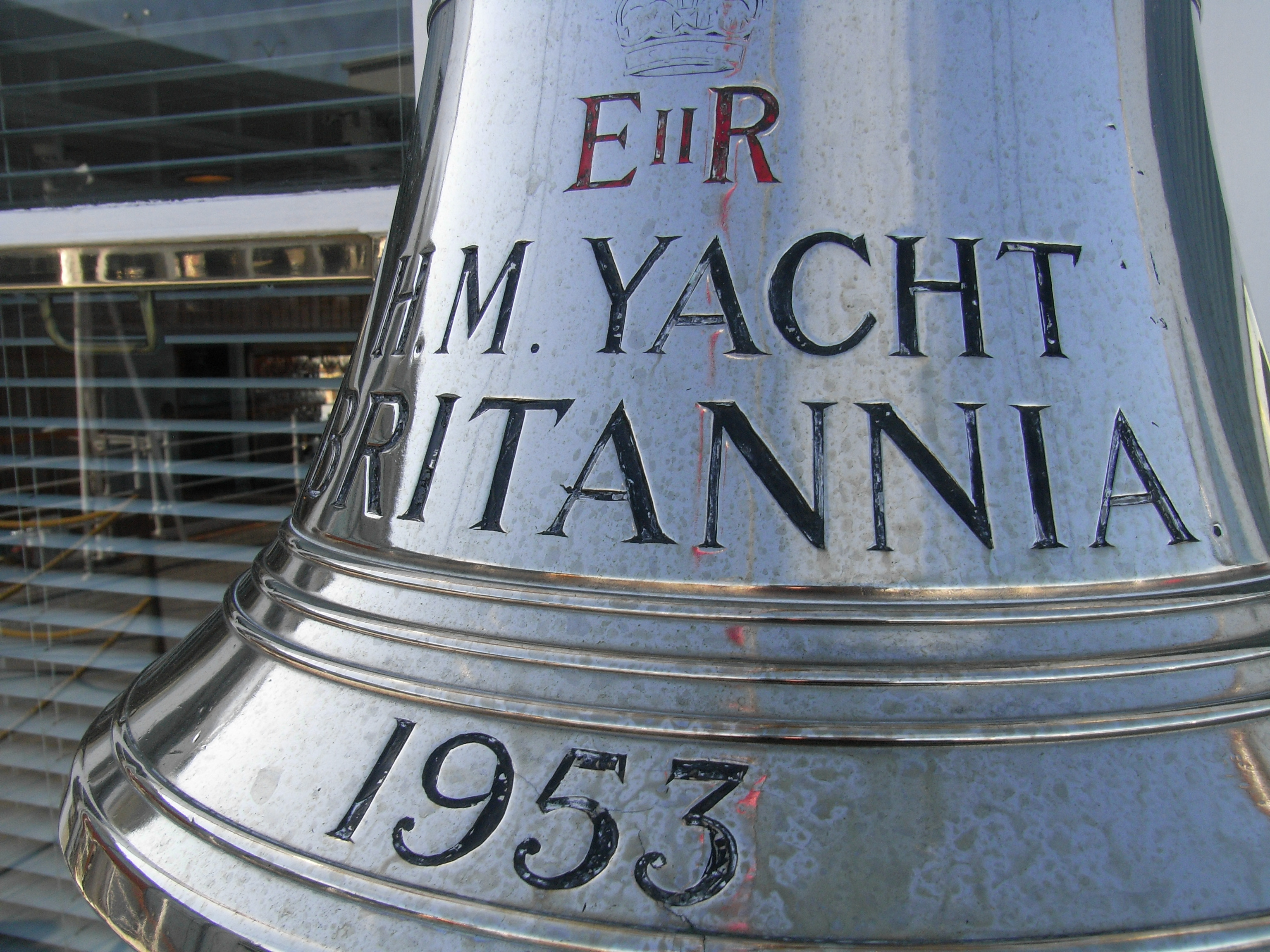
Cloche du HMY Britannia

- HMY Britannia - Yacht Royal Édimbourg (1953)
- HMS Enterprise (1918)
- HMS Lynx (1955)
- HMAS Australia (1911)
- HMAS Australia (1927)
- HMS Icarus (1936)

## Sources
- (en) Cet article est partiellement ou en totalité issu de l’article de Wikipédia en anglais intitulé « John Brown & Company » (voir la liste des auteurs).